# مقاطعة هيوز (داكوتا الجنوبية)
هوغز (بالإنجليزية: Hughes)‏ هي إحدى مقاطعات ولاية داكوتا الجنوبية في الولايات المتحدة الأمريكية.